# Limacochara pulchra
Limacochara pulchra är en fjärilsart som beskrevs av George Thomas Bethune-Baker 1904. Limacochara pulchra ingår i släktet Limacochara och familjen snigelspinnare. Inga underarter finns listade i Catalogue of Life.